# Indigène d'Eurasie
Pour plus de détails, voir Fiche technique et Distribution.
Indigène d'Eurasie est un film policier franco-russo-lituanien réalisé par Šarūnas Bartas, sorti en 2010.
Le film a été présenté à la Berlinale le 11 février 2010

## Synopsis
Un trafiquant de drogue lituanien compte s'installer à l'Ouest avec la jeune femme, Gabrielle, dont il est amoureux. Il doit cependant repartir à l'est pour un dernier voyage. De Vilnius, où Gabrielle l'a accompagné, il doit aller jusqu'à Moscou. Il y retrouve Sacha, une jeune femme qui doit se prostituer pour vivre. Tous deux avaient eu une relation auparavant. Il découvre qu'il a été trahi par ceux avec qui il travaille. Il est pris en chasse par le clan de maffieux, puis par la police, et cherche à regagner l'Ouest pour sauver sa peau. 

## Fiche technique
- Titre : Indigène d'Eurasie
- Titre lituanien : Eurazijos aborigenas
- Titre russe : Евразиец
- Réalisateur : Šarūnas Bartas
- Scénario : Šarūnas Bartas et Catherine Paillé
- Photographie : Šarūnas Bartas
- Montage : Danielius Kokanauskis
- Musique : Alexander Zekke
- Société de production : Lazennec, en association avec Cinémage 2

## Distribution
- Šarūnas Bartas : Gena
- Klavdiya Korshunova : Sasha
- Erwan Ribard : Philippe
- Elisa Sednaoui : Gabrielle
- Aurélien Vernhes-Lermusiaux : Aurélien